# Tserucha
Tserucha (vitryska: Церуха) är ett vattendrag i Belarus. Det ligger i den östra delen av landet, 300 km sydost om huvudstaden Minsk.
Omgivningarna runt Tserucha är en mosaik av jordbruksmark och naturlig växtlighet. Runt Tserucha är det tätbefolkat, med 257 invånare per kvadratkilometer.